# Michael Hughes Kenny
Michael Hughes Kenny (* 26. Juni 1937 in Hollywood, Kalifornien, USA; † 19. Februar 1995) war Bischof von Juneau.

## Leben
Michael Hughes Kenny empfing am 30. März 1963 das Sakrament der Priesterweihe.
Am 22. März 1979 ernannte ihn Papst Johannes Paul II. zum Bischof von Juneau. Papst Johannes Paul II. spendete ihm am 27. Mai desselben Jahres die Bischofsweihe; Mitkonsekratoren waren die Kurienerzbischöfe Eduardo Martínez Somalo, Substitut im Staatssekretariat des Heiligen Stuhls, und Duraisamy Simon Lourdusamy, Sekretär der Kongregation für die Evangelisierung der Völker.